# Флемен

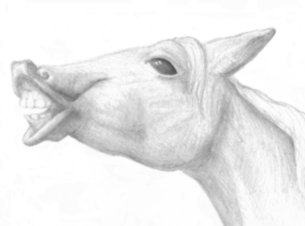
Флемен у коня

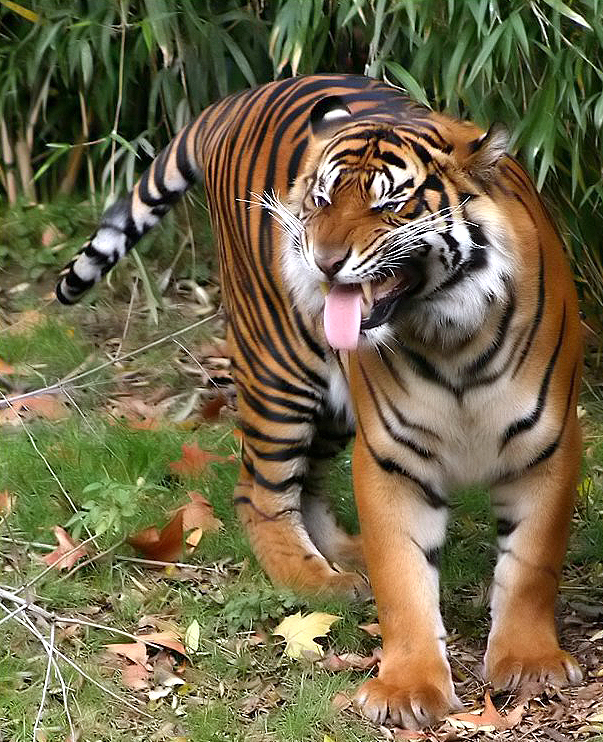
Флемен у тигра

Флемен (від нім. Flehmen) — назва характерного руху губ у деяких ссавців, пов'язаний із захопленням летких ароматичних речовин, зокрема феромонів в зону органу сприймання — вомероназального органу. Найчастіше спостерігається у копитних (коней, оленів, верблюдів, жираф, кіз, ослів, бізонів, тапірів), а також собак, левів, лам.

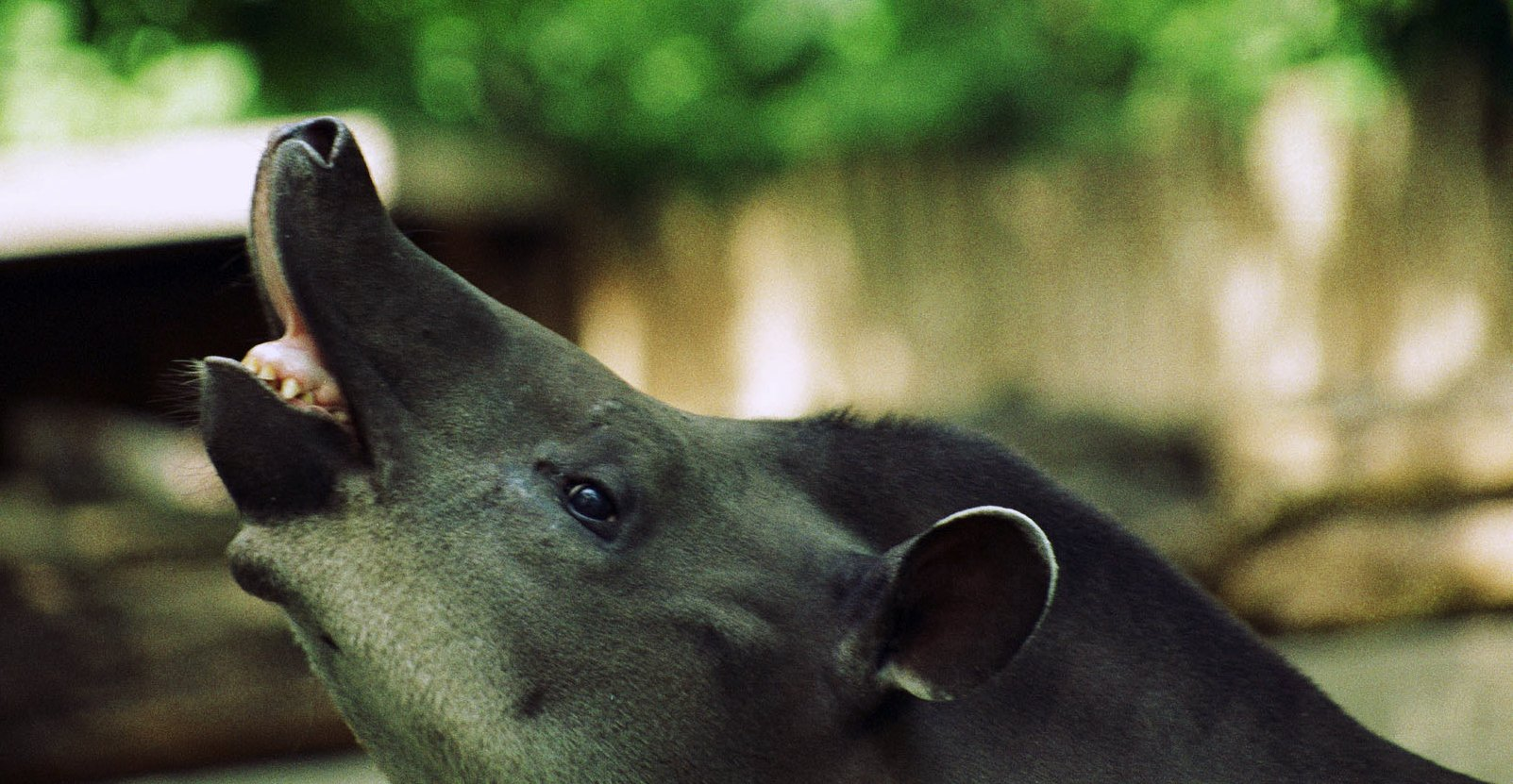
Реакція флемена в тапіра
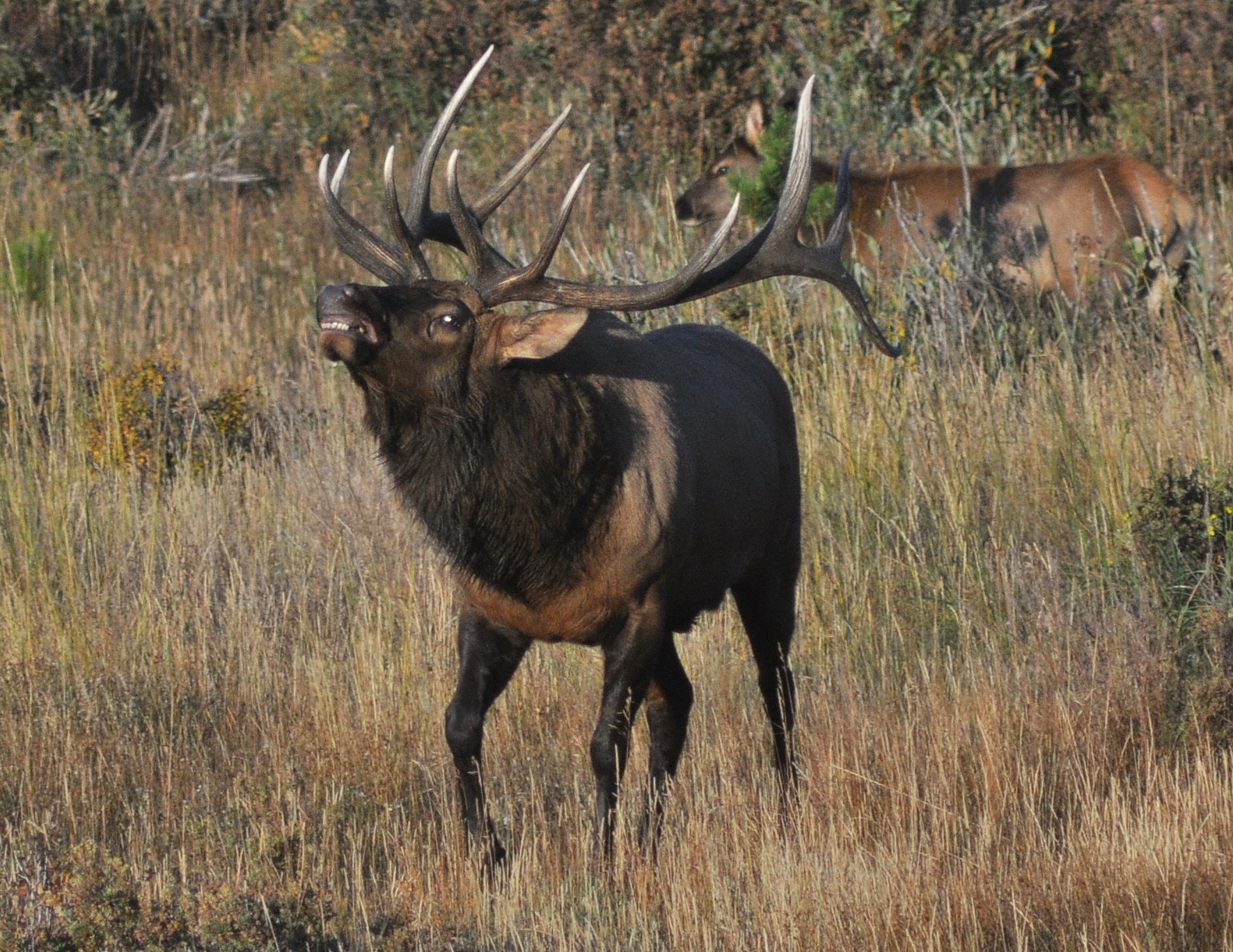
Реакція флемена в вапіті
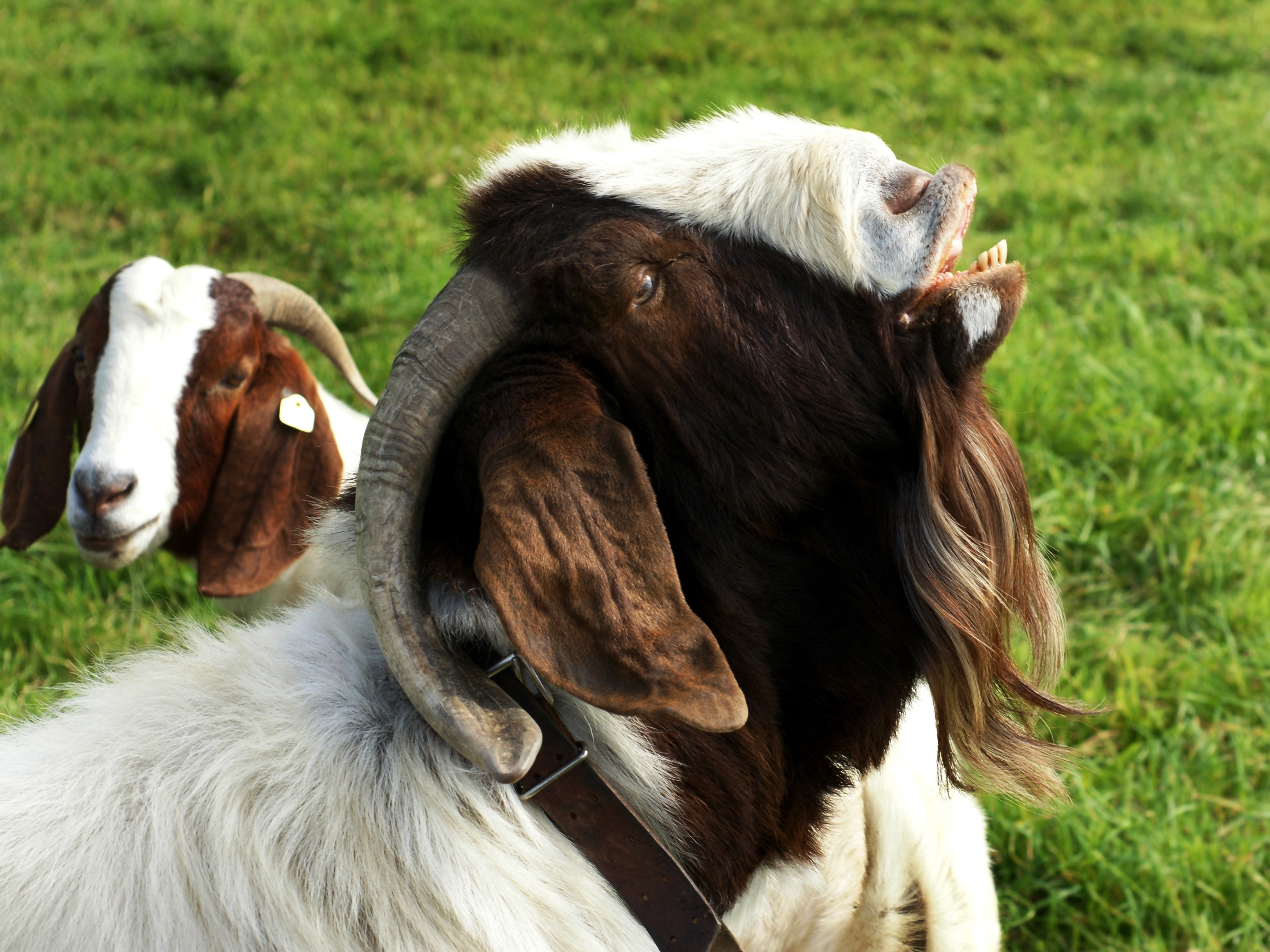
Реакція флемена в козла
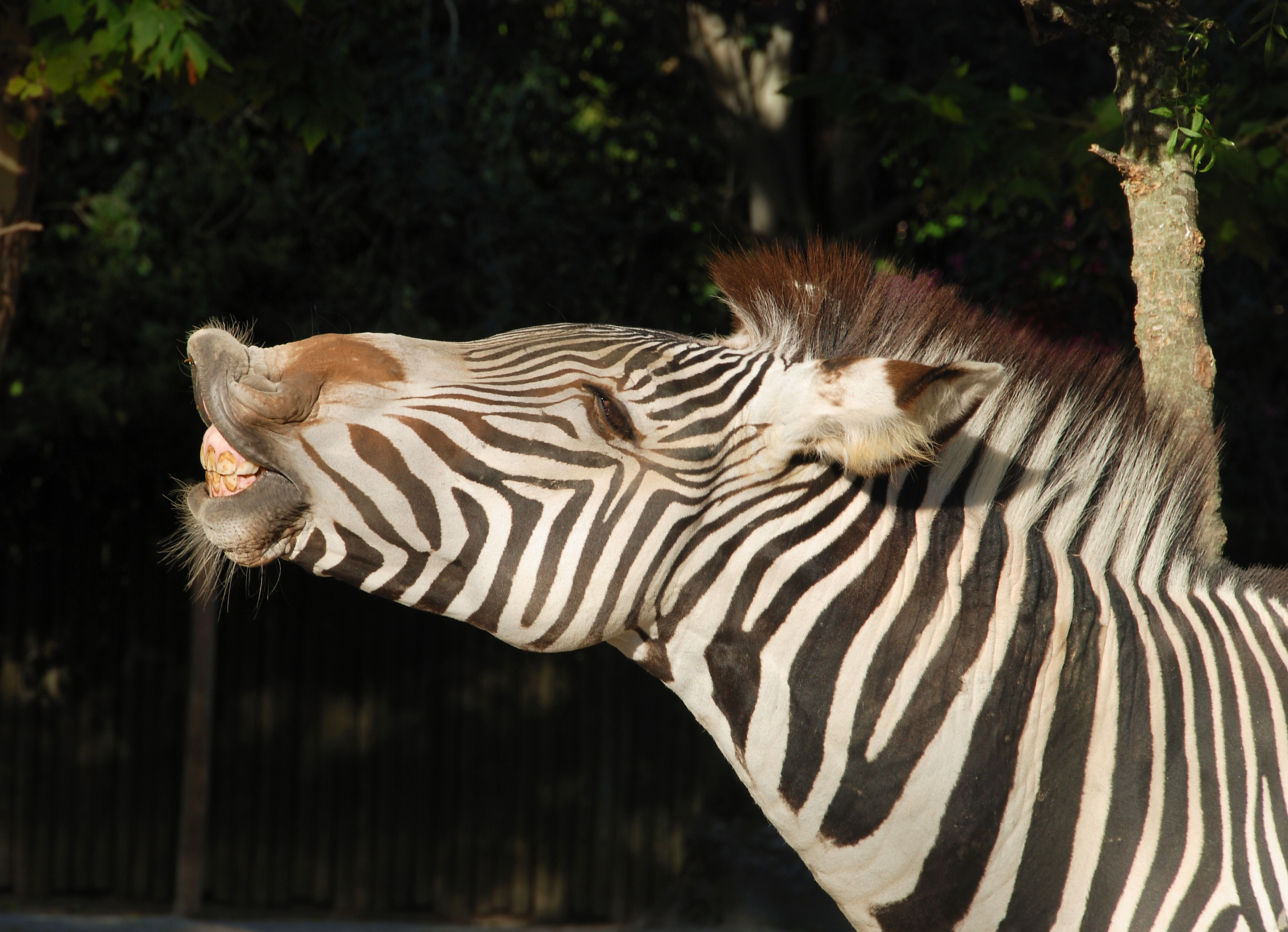
Реакція флемена в зебри